# 圣道公会
圣道公会（United Methodist Church Mission，UMC）是英国循道宗在海外的一个传教机构。
圣道公会在1861年进入华北传教，工作开始于天津。1862年由郭修礼牧师传入武汉。1866年，从天津传入山东省乐陵县孔镇朱家寨。1905年，又进入武定府。
圣道公会在1860年代进入浙江省，开辟了宁波和温州两个传教站。
1885年，圣道公会进入云南省，设立东川府传教站，次年又开辟昭通传教站。1907年在贵州省开辟石门坎和四方井两个传教站。
1919年，圣道公会差会在华传教士44人，在各省分布情况如下：
1. 浙江17人
2. 云南7人
3. 直隶7人
4. 山东6人
5. 贵州4人

1919年圣道公会在华受餐信徒15376人，在各省分布情况如下：
1. 浙江5146人
2. 贵州3498人
3. 云南3165人
4. 山东1912人
5. 直隶1655人